# Secret of My Heart
Secret of My Heart è un singolo della cantante giapponese Mai Kuraki, pubblicato nel 2000 ed estratto dal suo primo album in studio Delicious Way.

## Tracce

### CD
1. Secret of My Heart – 4:24
2. This Is Your Life – 4:08
3. Secret of My Heart: Runnin' Around at the "Village" Mix (Remixed by Division of Mark) – 6:44
4. Secret of My Heart: Instrumental – 4:24